# The Colony – Umzug ins Verderben
The Colony – Umzug ins Verderben (deutscher Alternativtitel: Die Kolonie) ist ein US-amerikanischer Thriller aus dem Jahr 1995.

## Handlung
Da die Kriminalitätsrate in der Heimatstadt von Computeringenieur Rick Knowlton rasant ansteigt, entscheiden er und seine Frau mitsamt den Kindern einen Neuanfang zu wagen. Durch einen glücklichen Zufall erhalten sie von Milliardär Philip Denig das Angebot in die noble Wohnanlage "The Colony" überzusiedeln. Diese liegt idyllisch außerhalb der Stadt und ist mit höchsten Sicherheitsvorkehrungen ausgestattet. Nach dem Einzug noch voller Begeisterung, müssen Rick und seine Familie jedoch sehr bald feststellen welchen Preis sie für die erst so angenehm wirkende Umsorgung zahlen müssen. Plötzlich verschwinden Nachbarn auf unerklärliche Weise und die rigorosen Kontrollmechanismen in der Festung schränken die wenigen Freiheiten auf immer beängstigendere Weise ein. Als sich die mysteriösen Vorfälle häufen, dämmert den Neuankömmlingen, in welcher Gefahr sie sich befinden. Der Besitzer der Kolonie scheint ein autoritärer und machtbesessener Psychopath zu sein, der für seinen perversen Sicherheitswahn über Leichen geht.

## Sonstiges
Der Film wurde ein Jahr nach Erscheinung auf VHS veröffentlicht.

## Kritik
Das Lexikon des internationalen Films bezeichnet den Film als „originelle Unterhaltung im gehobenen Fernsehstil, die sich auf ein geschickt dramaturgisiertes Drehbuch und gute Darsteller verlassen kann.“